# بمباران بحرین در جنگ جهانی دوم
بمباران بحرین در جنگ جهانی دوم اقدامی از جانب نیروی هوایی سلطنتی ایتالیا برای آسیب‌زدن به منافع بریتانیا در خاورمیانه بود. این عملیات آسیب‌های فیزیکی زیادی را موجب نشد اما باعث شد تا بریتانیا مجبور شود قسمتی از منابع محدود خود را برای حفاظت از نقاطی که امن تلقی می‌شدند اختصاص دهد.

## پیش‌زمینه
پادشاهی ایتالیا در ۱۰ ژوئن ۱۹۴۰ میلادی با اعلام جنگ به فرانسه و بریتانیا وارد جنگ جهانی دوم شد. یورش ایتالیا به فرانسه اما دیری نپایید و فرانسه سه روز پس از آتش‌بس با آلمان در ۲۵ ژوئن با ایتالیا هم پیمان آتش‌بس امضا نمود. بدین ترتیب ایتالیا بر روی جنگ با بریتانیا و اتحادیه کشورهای همسود در آفریقا و خاورمیانه متمرکز شد.
در تابستان ۱۹۴۰ میلادی نیروی هوایی ایتالیا طرح‌هایی را جهت نابودی مخازن نفت بریتانیا در بحرین را به بنیتو موسولینی تقدیم کرد. قرار بود با این اقدام در زنجیره تأمین سوخت نیروی دریایی پادشاهی بریتانیا که رقیب اصلی ایتالیا در مدیترانه بود اخلال وارد شود.

## بحرین و ظهران
در ۱۹ اکتبر ۱۹۴۰ میلادی چهار فروند بمب‌افکن اس‌ام. ۸۲ ایتالیایی به چاه‌های نفت آمریکایی در بحرین تحت قیمومت بریتانیا حمله کرده و به پالایشگاه محلی آسیب زدند. همچنین ظهران در عربستان سعودی هم بمباران شد اما آسیب جدی نتوانست وارد نماید.
این بمب‌افکن‌ها برای عملیات در خلیج فارس مسافت ۴۲۰۰ کیلومتری را طی ۱۵ ساعت پیموده بودند که در آن زمان یک رکورد محسوب می‌شد. در این عملیات هر یک از بمب‌افکن‌ها با ۱۵۰۰ کیلو بمب از جزیره رودس برخاسته بودند و پس از انجام عملیات بدون هیچ مشکلی در اریتره ایتالیا به زمین نشستند.
این حمله نگرانی‌هایی را برای متفقین به وجود آورد و آن‌ها مجبور شدند منابعی را جهت ارتقا دفاع هوایی منطقه خلیج فارس تخصیص دهند که همین اسراف منابع بیش از آسیب‌های به وجود آمده در اثر بمباران اهمیت داشت؛ زیرا باعث می‌شد قسمتی از نیروهای بریتانیایی از جبهه‌های نبرد شمال آفریقا به خلیج فارس فرستاده شوند.
پس از بمباران بحرین نیروی هوایی ایتالیا بمباران‌های برد بلند دیگری را هم انجام داد و حتی قصد داشت در تابستان ۱۹۴۳ با بمب‌افکن‌های مخصوص اقدام به بمباران نیویورک نماید که هیچگاه محقق نشد. ایتالیایی‌ها حتی یک سفر تجاری برد بلند میان رم و توکیو در تابستان ۱۹۴۲ انجام دادند.